# Иссерлес, Моше
Моше Иссерлес (идиш משה איסרליס‎, пол. Mojżesz Isserles; известный под акронимом Рема́ (ивр. הרמ"א‎); ок. 1520—1572, Краков) — польский раввин, талмудист, правовед и философ.

## Биография
Родился в Кракове около 1520 года в семье известного учёного, старейшины еврейской общины. В юности Иссерлес стал признанным знатоком раввинистического закона и в возрасте 33 лет был назначен членом еврейского духовного суда Кракова. Главный его труд — «Маппа» (Скатерть), сборник галахических глосс и постановлений, следующих ашкеназской традиции (традиции немецкого еврейства), стал дополнением к кодексу «Шулхан Арух» Иосифа Каро, основанному на сефардской традиции (традиции испанского еврейства). Перу Иссерлеса принадлежит комментарий «Дархей Моше» к более раннему своду талмудических законов «Арбаа Турим» («Тур») Яакова Бен-Ашера, респонсы (разъяснения и решения по вопросам еврейского права в ответ на запросы общин и отдельных лиц) и ряд философских сочинений.

## Работы[2]
- «Мехир яин» («Цена вина», 1559) — гомилетическое и философское толкование книги Эсфирь;
- «Торат ха-‘ола» («Учение о жертве всесожжения», 1570) — философские комментарии к «Море невухим» («Наставник колеблющихся») Маймонида;
- «Йесодей сифрей ха-каббала» («Основы книг каббалы») — не сохранилась;
- Комментарии к книге Зохар и к аггадическим преданиям Талмуда — не сохранились.